# Toy (lied)
Toy (Hebreeuws: טוי) is een lied opgenomen door de Israëlische zangeres Netta. Het was de inzending van Israël op het Eurovisiesongfestival 2018. Het lied werd geschreven door Doron Medalie en Stav Beger, en geproduceerd door laatstgenoemde. Het nummer werd uitgebracht op 11 maart 2018, tegelijk met de officiële videoclip, die werd geregisseerd door Keren Hochma. Het nummer verscheen een dag voor de officiële release online.
Het lied won het Eurovisiesongfestival met 529 punten. Het was de vierde keer dat Israël het festival won. Israël won eerder in 1978, 1979 en 1998.

## Tekst
De tekst van het lied is grotendeels Engelstalig, met uitzondering van de Hebreeuwse zin לא בובה (ani lo buba, "ik ben geen pop"), en het dialectwoord סטפה (stefa', wat betekent 'een stapel bankbiljetten'). Het Japanse woord 'baka' (dom) wordt ook veelvuldig gebruikt.

## Eurovisiesongfestival
Toy werd gekozen om namens Israël deel te nemen in de eerste halve finale van het Eurovisiesongfestival in 2018, en kwam uit als zevende van de negentien nummers. Netta kwalificeerde zich voor de finale nadat ze in de top tien kwam met behulp van de jury en televoting. Later bleek dat ze haar halve finale won met 283 punten. In de finale behaalde ze een derde plaats bij de jury's (212 punten) en een eerste plaats bij de televoters (317 punten). De totaalscore van 529 punten was genoeg om het songfestival te winnen.